# Zastenice
Zastenice – wieś w Chorwacji, w żupanii primorsko-gorskiej, w gminie Čavle. W 2011 roku liczyła 389 mieszkańców.